# Great Western Highway
A Great Western Highway é uma rodovia estadual de 201 km de comprimento no estado de Nova Gales do Sul, na Austrália. De leste a oeste, a rodovia liga Sydney a Bathurst, nos Planaltos Centrais do estado.